# Kepler-9d

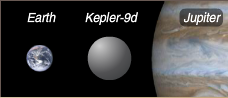
Kepler-9d comparado à Terra e a Júpiter.

Kepler-9d, anteriormente conhecido como KOI-377.03, é um exoplaneta em órbita da estrela Kepler-9 semelhante ao Sol. Inicialmente descoberta pela sonda espacial Kepler, um satélite à procura de planetas telúricos construído e operado pela Nasa, Kepler-9d é provavelmente uma Super-Terra, com um raio estimado de aproximadamente 60% maior do que o da Terra, apesar de sua massa exata não pode ser determinada. Kepler-9d orbita Kepler-9 a cada 1.56 dias, a uma distância de 0.0273 UA de sua estrela, é uma distância muito próxima. Embora Kepler-9d é o planeta mais próximo da sua estrela em seu sistema, ele é chamado de Kepler-9d ao invés de Kepler-9b porque os dois gigantes gasosos, Kepler-9b e Kepler-9c, foram confirmados pela primeira vez. Os estudos originais do sistema em primeiro lugar sugeriu que Kepler-9d poderia ser um planeta, mas uma investigação de acompanhamento feito pela equipe Kepler confirmou mais tarde que se tratava; a confirmação de Kepler-9d como um planeta se tornou pública sobre o papel da equipe, que foi publicado no Astrophysical Journal em 1 de janeiro de 2011. A equipe utilizou telescópios no Observatório W. M. Keck, no Havaí para acompanhar a descoberta inicial da sonda espacial Kepler.

## Nomenclatura e descoberta
O nome de Kepler-9d vem sendo o terceiro planeta descoberto na órbita de Kepler-9. Kepler-9 recebeu o nome da sonda espacial Kepler, um satélite da NASA que tem como objetivo descobrir planetas telúricos em trânsito ao redor, ou em cruzamento em frente de suas estrelas hospedeiras, visto da Terra. Esse trânsito provoca um intervalo regular em que a estrela de forma breve e ligeiramente escurece como o planeta em trânsito.
Marcado inicialmente como um evento de trânsito pelo satélite, o Kepler-9d recebeu a designação KOI 377.03. Foi reconhecido como um planeta potencial depois de um estudo sobre o sistema Kepler-9b e 9c ser confirmado, mas estudos de acompanhamento tiveram que ser concluídos para verificar se ele era de fato um planeta, e que o evento de trânsito aparente não foi devido a uma estrela binária eclipsando na abertura do fotômetro do Kepler. A equipe de Kepler exaustivamente refutaram que o pequeno evento de trânsito poderia ter sido nada além de um planeta, e seus resultados foram publicados na revista Astrophysical Journal em 1 de janeiro de 2011. Observações de acompanhamento foram realizados pelo Observatório W. M. Keck, no Havaí, bem como o Observatório WIYN no Arizona e no Observatório Palomar, na Califórnia.

## Estrela hospedeira
Kepler-9 é uma estrela como o Sol na constelação de Lyra, que fica a cerca de 2.120 anos-luz de distância da Terra. Com uma massa de 1.07 M☉ e um raio de 1.02 R☉, Kepler-9 é quase exatamente o mesmo tamanho e largura do Sol, sendo apenas 7% mais maciço e 2% maior. Kepler-9 tem uma temperatura efetiva de 5777 (± 61) K, em comparação com o Sol que tem 5778 K, e é aproximadamente 32% mais rico em metais (em termos de ferro) que o Sol. Kepler-9 é mais jovem que o Sol, e estima-se que tem 1 bilhão de anos. Kepler-9 tem dois outros planetas do que Kepler-9d: os gigantes gasosos Kepler-9b e [Kepler-9c]].

## Características
Com base no tamanho da sua curva de luz, Kepler-9d é considerado uma Super-Terra, embora a sua massa exata não é conhecida. Presume-se que seja pelo menos 1.5 a M⊕. O raio do planeta é inferido para ser 1.64 R⊕, ou cerca de 64% maior do que o raio da Terra. Com uma temperatura de equilíbrio de 2026 K, que é mais quente do que todos os planetas descobertos pelo Kepler anteriormente (sem contar os três anteriormente descobertos situados no seu campo de visão). A sua densidade não é conhecida. Com uma distância média de 0.0273 UA de sua estrela, que orbita a cada 1.592851 dias, Kepler-9d é o planeta mais próximo da sua estrela no sistema Kepler-9. Para comparar, o planeta Mercúrio está 0.3871 UA de distância do Sol, que orbita a cada 87.97 dias.